# Рич, Дэйв
Дэйв Рич (англ. Dave Rich; 1971, Манчестер, Великобритания) — британский исследователь левого антисемитизма, глава отдела политики Community Security Trust, автор книг The Left’s Jewish Problem (2016) и Everyday Hate (2023).

## Биография
Дэйв Рич родился в 1971 году в Манчестере, Великобритания. Окончил аспирантуру в Pears Institute for the Study of Antisemitism при Лондонском университете Биркбек, где защитил докторскую диссертацию по теме антисемитизма.

### Карьера
С начала 2000-х годов работает в Community Security Trust, еврейской организации, занимающейся мониторингом и противодействием антисемитизму в Великобритании. В настоящее время занимает должность руководителя отдела политики (Head of Policy).
Помимо работы в CST, является ассоциированным научным сотрудником Pears Institute for the Study of Antisemitism. Публикуется в британских СМИ, в том числе в The Guardian и The Jewish Chronicle.

### Научная деятельность
Его первая книга, опубликованная в 2016 году, «Еврейская проблема левых: Джереми Корбин, Израиль и антисемитизм» (англ. The Left’s Jewish Problem: Jeremy Corbyn, Israel and Anti-Semitism), выросла из его докторской диссертации. В ней он рассматривает эволюцию антисемитских тенденций в левом политическом движении Великобритании и критикует позицию бывшего лидера Лейбористской партии Джереми Корбина.
Позже он написал книгу «Повседневная ненависть: как антисемитизм встроен в наш мир — и как вы можете это изменить» (англ. Everyday Hate: How Antisemitism Is Built Into Our World – And How You Can Change It), изданную в 2023 году и в целом получившую положительные отзывы. В статье для The Guardian Наташа Уолтер отметила: «Несомненно, самым ценным вкладом Рича в нынешние дебаты является та линия, которую он проводит от исторического антисемитизма к безумным теориям заговора сегодняшнего дня. Эти теории, помещающие еврейских банкиров в центр угнетающей глобальной элиты, угрожают не только евреям — они угрожают надежде всех на прогресс в построении более устойчивого и справедливого мира». Более критический отзыв был опубликован Стивеном Бушем в Financial Times.
По данным The Jewish Chronicle, считается одним из ведущих экспертов по левому антисемитизму.